# Gustav Stolle
Gustav Stolle (* 14. Januar 1899 in Minden; † 5. Februar 1945 im Raum des Gutes Aurith bei Wiesenau, damals Kreis Dirschau) war ein deutscher nationalsozialistischer Funktionär.

## Leben
Stolle war von 1935 bis zu seinem Umzug nach Frankfurt Ratsherr für die NSDAP in Freiburg im Breisgau. 1938 war er maßgeblich an der Umsetzung der Novemberpogrome in Potsdam beteiligt. Im März 1939 wurde Stolle, der damals den Dienstgrad eines SS-Oberführers besaß (SS-Nummer 3.872) und in Berlin-Lichterfelde lebte, vom Ministerpräsidenten Hermann Göring zum Preußischen Provinzialrat ernannt, da er der rangälteste Führer der Schutzstaffeln der NSDAP in der Provinz Brandenburg war.

## Ehrungen
- 1939 Goldenes Parteiabzeichen der NSDAP